# Maud Mannoni
Maud Mannoni (23 de octubre de 1923, en Courtrai, Bélgica - † 15 de marzo de 1998, París) fue una psicoanalista francesa de origen neerlandés, especialista en criminología. Fue fundadora hacia finales de la década del ’60 de la Escuela Experimental de Bonneuil y se le considera una figura destacada de la psicología, el psicoanálisis, y el lacanismo en Francia.

## Biografía

### Infancia
Maud fue bien cuidada y criada durante 6 años por una pareja de cingaleses en la finca de sus padres, que por razones laborales se veían reducidos a verlas durante 15 minutos por día utilizando, además, la lengua inglesa para comunicarse. Es esta misma lengua la que utilizan para educarlas. Su infancia estuvo muy marcada por Aya, su nodriza cingalesa.
Por medio del juego descubre un mundo donde el tiempo parece detenerse; siempre delimitado por las ausencias y retornos al país, siendo Aya con sus acompañamientos quien asegura la permanencia. Juntas deambulan por un mundo exterior fascinante, invulnerables ante cualquier situación de peligro.
Su padre era cónsul general de los Países Bajos en Colombo y su madre lo acompañaba a todos sus viajes. A raíz de una situación política fue bruscamente llamado a Holanda. Es por eso que Maud, presuntamente acompañada por Aya, debía preceder a la llegada de sus padres a Europa y encontrarse con sus abuelos maternos en Courtrai. En el último momento, Aya decide no ir a Europa y Maud advierte que se aproxima un abandono. Fue una situación completamente inesperada y aterradora. En ese desamparo se desorienta, ya no sabe quién es, a dónde va ni lo que sucede.
Se embarca junto a su hermana, tres años menor, y «su» institutriz francesa, conservando únicamente recuerdos de terror de aquel viaje.
Ya en París, es acogida por una tía materna. Conoce a sus abuelos maternos y la pareja de sirvientes que había criado a su madre también le fueron de gran ayuda. Comienza a encontrar en su abuelo una persona increíble, y poco después de conocerlo empieza a escaparse de su institutriz francesa para poder pasar tiempo con él.
Se convierte en la confidente de su abuelo, quien dirigía una fábrica de lino y se encontraba preocupado de lo que ocurriría cuando él muriera: le hablaba de su fin próximo, de una vida poblada de hijos (trece) y de muertes (siete). La muerte comenzó a ganar un gran espacio en la mente de Maud.
Gracias a su abuelo pudo recuperar en tres meses la seguridad que había perdido con la partida a las Indias. Mientras aprendía francés iba perdiendo su lengua materna (el inglés y el hindú). Los diferentes juegos que practicaba con su abuelo y tíos la ayudaron a mantenerse entera. Asimismo, en su abuelo encuentra un guía que reabre la puerta del ideal, tomando esta forma para poder reconquistar la perfección narcisista de la infancia.
Sus padres vuelven con un nuevo rumbo: Ámsterdam, en donde la inscriben en la escuela primaria. Son recibidos por una institutriz holandesa. Tras los tres meses en París, había adquirido el francés y perdido el uso del inglés, lo cual hace enfurecer a su padre quien ya que no puede comunicarse con ella y es por eso que comienza a aprender holandés.
El único apoyo que le queda es su abuelo materno, quien la recibe durante las vacaciones de invierno durante dos años. Al morir su abuelo, su familia se lo ocultó.
En Ámsterdam la soledad era total. Entre los 6 y los 11 años no tuvo ningún amigo ni ninguna compañía, salvo la fantasía de aquel abuelo a quien estimaba tanto.
La búsqueda del contacto con el otro se había diluido, los juegos habían desaparecido y había quedado atrapada en un pozo: la cotidianeidad que no la dejaba salir de la rutina para darle un lugar de intimidad con los demás. Sufría mucho por el rechazo de los compañeros, quienes no la aceptaban.
En ningún momento hubo presencia de su familia paterna, ya que su padre había roto relación con ellos desde hacía mucho tiempo.
Después de cuatro años, su madre la inscribe en un colegio laico donde los profesores belgas de habla francesa enseñaban con entusiasmo. (Segunda Ruptura)
Teniendo pocas habilidades “sociales” (bailaba y jugaba mal al tenis) su madre cree que tiene pocas virtudes para el matrimonio, y respetando su pedido de dejar la monotonía de la ciudad, acepta enviarla a Bruselas.

### Sus estudios
Elige como universidad la única que se subleva contra los invasores. La aceptan gracias al hecho de estar en análisis en un servicio psiquiátrico para adultos del hospital de Nrugmann de Bruselas, y más tarde, en un servicio psiquiátrico de niños en Amberes.
El contexto político de la época no la deja desplegar sus creencias acerca de que los pacientes hablan de otra manera cuando se encuentran fuera del hospital.
Consigue entrar en un sistema más flexible situado en un suburbio obrero de Amberes, el cual admite a adolescentes con debilidad mental y a psicóticos a los que nadie quiere recibir. Pasan jornadas afuera, en los terrenos baldíos y forman una campaña de teatro ambulante.
Después de un tiempo, los jóvenes tienen que ser trasladados hacia sitios de defensa social luego de que un bombardeo pone fin a la experiencia.
Al finalizar la guerra, realiza en la Universidad una formación como criminóloga.
Es nombrada analista, miembro de la Sociedad belga de Psicoanálisis (1948).
El sostén de todos estos años de guerra fue el amor por un hombre, un economista (que luego pasaría a ser ministro), quien descubre el análisis en París. Y es a él a quien le debe toda su orientación futura: el amor que siente por ese hombre la reconcilia con la posibilidad de la creatividad, la ayuda a salir de ese estancamiento en el cual se encontraba consumida desde que dejó las indias, ese adormecimiento en el cual no sentía nada.
La tercera experiencia que la marcó fueron sus dos primeros analizados: el primero, un superviviente de un campo de concentración, que logra concretar su suicidio. El segundo es un niño débil mental que se encontraba internado en el hospital.
Comienza a darle importancia a la escucha del drama familiar que envuelve al síntoma-hijo. Pues a menudo sólo es posible «curar» al niño si el analista deslaza el problema por el que los padres han venido a consultarlo. Así, lo que surge a veces en el revelamiento de una situación es la enfermedad de uno u otro de los padres, «enfermedad» que los trastornos del hijo cumplían la función de taponar.
Su relación con el economista termina luego de que este decide casarse con la hija del senador. Decide dejar Bruselas con el proyecto de realizar un doctorado en Columbia University de Nueva York. Pero no puede concretar su deseo, se asienta en París y el Hospital Trousseau pasará a ser lugar de su formación analítica.
Allí se encuentra con Françoise Dolto, de quien había leído Psicoanálisis y Pediatría, pero es presentado por una amiga en común, Mireille Monod. Maud es adoptada por la familia de Françoise y Boris Dolto. Él le presenta a Octave Mannoni, un etnógrafo, psicoanalista y profesor de filosofía, con quien contrae matrimonio (no sin antes prometer a Françoise que su intención es únicamente la de tener hijos) en 1948.
Sus estudios se habrían tornado imposibles a no ser por una tía paterna que le había dejado, al morir, una suma de dinero que le permitió efectuarlos.
En febrero de 1950, nace su hijo Bruno en la clínica de Belvedere, en Boulogne. La soledad es entonces total. Sólo es visitada por una empleada doméstica. Octave tenía horror a las clínicas y maternidades.
En cuanto a su trabajo como analista, lo reanudó diez días después de haber dado a luz. Poco tiempo después muere su padre.
Además de Françoise Dolto, fue discípula de Jacques Lacan, quien fuera su docente y analista, y de Daniel Lagache.

### Su labor
Realiza un escrito sobre «cura de psicóticos adultos» y de esa forma capta el interés de Lacan. Gracias a él, puede desprenderse de Dolto.
Se puede decir que Dolto le abrió los oídos a la clínica y Lacan la autorizó a articular una experiencia de tanteos: sin él, nunca habría encontrado palabras para testimoniarlo.
Mannoni dirigió un grupo lacaniano y publicó el libro La primera consulta con el psicoanalista, en el que explica que el psicoanálisis no es medicina y que no hay que pararse en los síntomas.
Nunca trabajo por completo como analista en un consultorio privado, es por eso que en algunos grupos lacanianos «puros» y «duros» la llamaban la «jefa de exploradores de psicoanálisis.»
En 1960, incursionó junto con su esposo como militante política y apoyó la independencia de Argelia respecto a Francia.
Con el libro El niño retardado y su madre (con el soporte de Lacan), de 1964, comenzó a expresar su interés por los niños con problemas.
Entre 1963 y 1967, haciendo labor de analista, se interrogó acerca del mutismo de los educadores con niños autistas a su cargo. Observa así la inutilidad de la existencia en instituciones de un equipo de expertos en psicosis. Los educadores se sienten con los niños prisioneros de estructuras altamente jerarquizadas. Lo que producía que fueran los niños quienes entonces encarnaran la verdad de ese malestar, hasta el extremo de perder también ellos la palabra.

## La Escuela Experimental de Bonneuil
El 12 de septiembre de 1969, fundó junto a Robert Lefort y los educadores Rose Marie e Yves Guerin la Escuela Experimental de Bonneuil Sur Marne. Esta escuela se dedica a reintegrar a los niños psicóticos a la sociedad, y responde a la necesidad de lograr una estructura para recibir a los niños que no pueden ser tratados en los hospitales psiquiátricos tradicionales, pero para los cuales la escuela ya no ofrecía respuestas. Los niños que son aceptados son psicóticos, con problemas escolares y neurosis graves.
Influida por Donald Winnicott (quien fue su supervisor clínico) comprendió que ciertos jóvenes pacientes tienen ante todo necesidad de un lugar donde vivir afectivamente.
Sostuvo que el sujeto humano no es únicamente el resultado de una reproducción biológica necesaria a la especie: para vivir, les es preciso alguien con quien contar (sobre todo cuando en la realidad ha desaparecido la estructura simbólica de la familia).
Al publicar El psiquiatra su loco y el psicoanálisis, es muy criticada por las instituciones pero defendida por Lacan.
En 1974 nace su nieto, al cual decide dedicarle tiempo y organiza en los siguientes 8 años su agenda para poder estar disponible para él.
En julio de 1982 funda junto con su esposo y Patrcik Guymard el Centro de Formación y de Investigaciones Psicoanalíticas, con el fin de instalar estructuras que garanticen un trabajo, una enseñanza, una investigación y una formación analítica.
Con respecto a la actividad editorial, se centra en una revista Esquiases Analytiques, y en la colección que dirige junto a P. Guyomard, L’ Espace analytique.
Octave fallece 7 años después.
En 1994, fundó la Asociación de Formación Psicoanalítica y de Investigación Freudiana de Espacio analítico
Muere a causa de un paro cardíaco a los 74 años en 1998.

## Breve reseña de su abordaje clínico y labor
Fue quien mejor realizó el cruce entre las tradiciones teóricas de Winnicott y Lacan. Teniendo como supervisor clínico al primero, y como docente y analista al segundo, dará lugar a una obra muy original que centrará sus interrogantes en torno al lugar que ocupa el discurso parental en el síntoma del niño.
Sus investigaciones clínicas se dirigirán inicialmente hacia los niños más «relegados» por el pensamiento psiquiátrico y psicoanalítico: los débiles mentales. Como producto de ellas surgirá un texto (El niño retrasado y su madre) en el que vemos surgir con nitidez un centro de interrogaciones al que la autora habrá de volver una y otra vez en sus investigaciones posteriores: el discurso colectivo que se teje en torno al niño, y el modo en que determina su posición y su valor al interior de dicho colectivo.
«Ponerse a la escucha del discurso colectivo», sostendrá, «es estar atento a lo que, en la enfermedad del niño, no es sino el síntoma de lo que no marcha en el medio que lo rodea. Es también estar atento a lo no dicho en la constitución del síntoma».
Junto con F. Dolto, desplegará una noción de lo inconsciente que, promovida por J. Lacan, supondrá una subversión teórica respecto a las tesis kleinianas, dominantes en el pensamiento psicoanalítico de mediados del siglo XX en Europa.
Si para Melanie Klein lo inconsciente es un contenido de fantasías ligado a la vida pulsional y por tanto difícil de expresar en el discurso, para Lacan el inconsciente habrá de concebirse como el impacto del lenguaje sobre el cuerpo. «El inconsciente», dirá Lacan, «está estructurado como un lenguaje». Y en el campo de la clínica con niños, esa dimensión del lenguaje, con sus significaciones cristalizadas y sus silenciamientos, se articula a nivel de la pareja parental. Por tanto para esta autora la escucha de la familia habrá de convertirse en un punto central de la cura, ya que su discurso «puede aportar aquello que falta a la inteligencia del texto aportado por el niño».
Demuestra en sus investigaciones posteriores (plasmadas en textos tales como El niño, su enfermedad y los otros, El psiquiatra, su ‘loco’ y el psicoanálisis, La educación imposible) que es en las patologías más graves de la infancia (autismo, psicosis infantil) donde se observa al niño más apresado en el discurso de los padres, y aún en la fantasmática inconsciente de estos.
Su clínica buscará develar este discurso secreto, que hace del niño su objeto inerte, a fin de devolverle a éste el estatuto de sujeto de su propio discurso. Como corolario de estas investigaciones fundará, hacia finales de la década del ’60, la Escuela Experimental de Bonneuil, concebida como un «lugar de acogida» que acompañe y ayude al niño «a asumir el riesgo de vivir».
La creación de esta institución recoge un viejo anhelo de D. Winnicott, quien durante la Segunda Guerra Mundial ocupó el cargo de consultor del Plan de Evacuación de Niños en Gran Bretaña. Su experiencia en dicha función lo llevó a sostener la necesidad de la existencia de instituciones que permitieran a los jóvenes atravesar sus crisis sin que prime en sus cuidadores el afán de reencausarlos en nombre de algún bien, pues esos jóvenes necesitaban «existir primero en el rechazo». Se trataría, por tanto, de instituciones cuya premisa básica no sería «curar», sino «acompañar» al joven en su desamparo.
Si bien Winnicott nunca llevó a cabo este proyecto institucional, su anhelo dio lugar a la existencia de experiencias como Bonneuil, en Francia, o como Kingsley Hall en Londres, primera institución de la que habrá de surgir el movimiento antipsiquiátrico.

## Obra
- De la pasión del ser a la locura del saber. Freud, los anglosajones y Lacan

- El niño, su enfermedad y los otros

- El síntoma y el saber

- Lo que falta en la verdad para ser dicha

- Un saber que no se sabe

- La experiencia analítica

- El niño retardado y su madre

- La primera entrevista con el psicoanalista

- Educación Imposible

- La teoría como ficción

- De un imposible al otro.

### Videografía
- Françoise Dolto, tres filmes documentales de Élisabeth Coronel y Arnaud de Mezamat, ed. DVD Abacaris Films & Gallimard, 2005, con el complemento Maud Mannoni, évocations (entrevista de 1993 de 22 min)